# 全国高等学校定時制通信制体育大会
全国高等学校定時制通信制体育大会（ぜんこくこうとうがっこうていじせいつうしんせいたいいくたいかい）は、定時制・通信制高校生のスポーツの祭典。通称「定通大会」。全国高等学校定時制通信制教育振興会・高体連の主催で毎年8月に開催されるスポーツの総合競技大会である。
なお、全国高等学校定時制通信制軟式野球大会は別団体の主催で毎年8月中旬に行われている。また、全日制の高校生が参加するスポーツの祭典として全国高等学校総合体育大会がある。

## 概要
毎年8月に行われている。
定時制・通信制高等学校の最大のスポーツ大会であるが、最近は学校の統廃合や全日制大会に移行する学校が増え規模は縮小している。
2015年度は11競技が行われた。
以前はコカ・コーラが協賛していた。
東京都6競技、神奈川県2競技、静岡県2競技、千葉県1競技で、都県を跨いで開催される。

## 大会一覧
- 全国高等学校定時制通信制軟式野球大会
- 全国高等学校定時制通信制陸上競技大会
- 全国高等学校定時制通信制自転車競技大会
- 全国高等学校定時制通信制卓球大会
- 全国高等学校定時制通信制ソフトテニス大会
- 全国高等学校定時制通信制柔道大会
- 全国高等学校定時制通信制剣道大会
- 全国高等学校定時制通信制バレーボール大会
- 全国高等学校定時制通信制バスケットボール大会
- 全国高等学校定時制通信制サッカー大会
- 全国高等学校定時制通信制バドミントン大会